# Сарджент, Ида
Ида Сарджент (англ. Ida Sargent, род. 25 января 1988 года) — американская лыжница, участница Олимпийских игр в Сочи. Универсал, одинаково успешно выступает и в спринтерских и в дистанционных гонках.
В Кубке мира Сарджент дебютировала 19 февраля 2011 года, в ноябре того же года первый раз в карьере попала в тройку лучших на этапе Кубка мира, в эстафете. Всего на сегодняшний момент имеет 11 попаданий в десятку лучших на этапах Кубка мира, 4 в личных гонках и 7 в командных. Лучшим достижением Сарджент в общем итоговом зачёте Кубка мира является 39-е место в сезоне 2012-13.
На Олимпийских играх 2014 года в Сочи показала следующие результаты: 10 км классическим стилем — 34-е место и спринт — 19-е место.
За свою карьеру принимала участие в двух чемпионатах мира, лучший результат 25-е место в масс-старте на 30 км на чемпионате мира 2013 года.
Использует лыжи производства фирмы Fischer.